# Rhizoecus bacorum
Rhizoecus bacorum är en insektsart som beskrevs av Williams 1996. Rhizoecus bacorum ingår i släktet Rhizoecus och familjen ullsköldlöss.
Artens utbredningsområde är Sri Lanka. Inga underarter finns listade i Catalogue of Life.